# Басалак
Басалак (также Босалак Старый; укр. Басалак, крымскотат. Eski Basalaq, Басалакъ) — исчезнувшее село в Кировском районе Республики Крым (согласно административно-территориальному делению Украины — Автономной Республики Крым). Располагалось в бывшей пойме речки Кхоур-Джилга, примерно в 1 км к юго-западу от современного села Яркое Поле — сейчас заброшенный винзавод.

## История
Впервые в исторических документах господский двор Басалак встречается на верстовой карте Крыма 1896 года. Экономия Базалак Владиславской волости Феодосийского уезда Таврической губернии, принадлежащая Земской Е. Б., с 1 двором без населения, учтена в Статистическом справочнике Таврической губернии. Ч.II-я. Статистический очерк, выпуск пятый Феодосийский уезд, 1915 год.
После установления в Крыму Советской власти, по постановлению Крымревкома от 8 января 1921 года была упразднена волостная система и село вошло в состав вновь созданного Владиславовского района Феодосийского уезда, а в 1922 году уезды получили название округов. 11 октября 1923 года, согласно постановлению ВЦИК, в административное деление Крымской АССР были внесены изменения, в результате которых округа ликвидировались и Владиславовский район стал самостоятельной административной единицей. Декретом ВЦИК от 04 сентября 1924 года «Об упразднении некоторых районов Автономной Крымской С. С. Р.» в октябре 1924 года район был преобразован в Феодосийский и село включили в его состав Согласно Списку населённых пунктов Крымской АССР по Всесоюзной переписи 17 декабря 1926 года, в хуторе Босалак Старый, Ислям-Терекского сельсовета Феодосийского района, числилось 11 дворов, из них 9 крестьянских, население составляло 31 человек, из них 25 татар, 5 русских и 1 немец. Постановлением ВЦИК «О реорганизации сети районов Крымской АССР» от 30 октября 1930 года из Феодосийского района был выделен (воссоздан) Старо-Крымский район (по другим сведениям 15 сентября 1931 года) и село включили в его состав, а, с образованием в 1935 году Кировского — в состав нового района. Последний раз селение Басалак встречается на карте Керченского полуострова 1941 года (на двухкилометровке РККА 1942 года обозначено безымянное строение) и в дальнейшем в доступных источниках не встречается.
По непроверенным сведениям, в конце 1920-х годов в селе некоторое время жила Анастасия Цветаева, бывали Максимилиан Волошин и художник Константин Астафьев .